# Leucochesias mesargyrata
Leucochesias mesargyrata là một loài bướm đêm trong họ Geometridae.